# 高橋実桜
高橋 実桜（たかはし みお）は、日本の元タレント。

## 略歴・人物
- テレビ出演をキッカケに、食に関する仕事を通じて出会ったさまざまな食材を発掘し、全国に紹介するインターネットショッピングサイトのプロデュース活動を行っている。
- 全国の授産施設への訪問、紹介活動を行っている。

## 活動

### テレビ出演
- お笑いワイドショー マルコポロリ! - 関西テレビ（準レギュラー）
- イブニング・ファイブ - TBS（2007年12月21日）
- ハピふる - フジテレビ（2007年12月26日）
- 2時っチャオ! - TBS（2007年12月26日）より、レギュラー出演
- 朝までたけし的ショー 新春!暴走たけスポ! - テレビ朝日（2008年1月2日）
- スーパーニュース - フジテレビ（2008年3月18日）
- とちぎ発!旅好き! - とちぎテレビ（2009年4月2日 - 2010年4月1日、レギュラー）
- 森田一義アワー 笑っていいとも! - フジテレビ（2009年11月27日）

### ラジオ
- ラジズレ!オヤジの常識（ラジオ日本、2008年11月13日、11月20日、2009年2月18日、5月27日、6月3日）